# Pallion (metropolitana del Tyne and Wear)
La stazione di Pallion fa parte della linea verde della metropolitana del Tyne and Wear. Fu inaugurata il 31 marzo 2002 come parte dell'estensione diretta a Sunderland.
La stazione si trova 150 metri a nord dell'ex stazione di Pallion, che chiuse al traffico passeggeri nel 1964. Il nuovo percorso della rete Metro dovette infatti deviare dal percorso originale a causa della costruzione di una strada. Durante la costruzione si verificarono inoltre problemi negli scavi sui fianchi della collina su cui correva la vecchia ferrovia. La soluzione fu quella di sostenere la terra e la vecchia massicciata con lunghe staffe metalliche.
La stazione serve i residenti di Pallion e Ford Estate.